# Gröben (Saksen-Anhalt)
Gröben is een plaats en voormalige gemeente in de Duitse deelstaat Saksen-Anhalt en maakt deel uit van de gemeente Teuchern in de Landkreis Burgenlandkreis.
Gröben telt 703 inwoners.